# Arirang
Arirang ist das beliebteste Volkslied der Koreaner und wurde bei internationalen Sportveranstaltungen für gesamtkoreanische Mannschaften als Ersatz für die Nationalhymne verwendet. Nach dem Lied ist das nordkoreanische Arirang-Festival benannt.
Seit 2012 (für Südkorea) bzw. 2014 (für Nordkorea) wird es in der Liste des immateriellen Kulturerbes der Menschheit  der UNESCO aufgeführt.
| Koreanisch (Hangeul) |
| --- |
| 아리랑, 아리랑, 아라리요… 아리랑 고개로 넘어간다. 나를 버리고 가시는 님은 십리도 못가서 발병난다.                                       |
| Romanisiert |
| Arirang, Arirang, Arariyo… Arirang gogaero neomeoganda. Nareul beorigo gasineun nimeun Simnido motgaseo balbyeongnanda.                 |
| Übersetzung |
| Arirang, Arirang, Arariyo… Ich überquere den Arirang-Pass. Wer mich verlassen hat Wird keine zehn Li gehen, bevor seine Füße schmerzen. |

Anmerkung: Das Wort „Arariyo“ wird nur aus akustischen Gründen verwendet. Li ist eine veraltete koreanische Längeneinheit, die ca. 400 m beträgt. In der Originalversion existieren weitere zwei Verse.